# Estornell de Swainson
L'estornell de Swainson (Lamprotornis chloropterus) és una espècie d'ocell de la família dels estúrnids (Sturnidae). Habita sabanes i matollars secs de l'Àfrica central i occidental. També se'l troba en terres llaurables. El seu estat de conservació es considera de risc mínim.
El nom comú de Swainson fa referència al naturalista anglès William Swainson (1789-1855).

## Taxonomia
Segons el Handook of the Birds of the World i la quarta versió de la BirdLife International Checklist of the birds of the world (Desembre 2019) l'estornell de Swainson tindria dos subespècies (veure mapa):
- Lamprotornis chloropterus chloropterus
- Lamprotornis chloropterus elisabeth
Tanmateix, la llista mundial d'ocells del Congrés Ornitològic Internacional (versió 12.2, juliol 2022) considera que el tàxon L. c. elisabeth constitueix una espècie separada:
- Lamprotornis elisabeth